# Amalie Römheld
Amalie Römheld verheiratete Jochheim (* 5. Februar 1839 in Groß-Steinheim bei Hanau; † 1. September 1874 in Darmstadt) war eine deutsche Schriftstellerin.
Amalie Römheld wurde 1839 als Tochter des Apothekers Karl Römheld in Groß-Steinheim geboren. Sie heiratete 1859 den Arzt Jochheim in Darmstadt. Sie wurde vor allem durch Heimatgeschichten bekannt.

## Werke
- Anna Braun (1870)
- Die Liebe macht alles gleich (Singspiel, o. J.)
- Eine Scene aus dem Zigeunerleben (Singspiel, o. J.)